# Ectot-l’Auber
Ectot-l’Auber – miejscowość i gmina we Francji, w regionie Normandia, w departamencie Sekwana Nadmorska.
Według danych na rok 1990 gminę zamieszkiwało 376 osób, a gęstość zaludnienia wynosiła 75 osób/km² (wśród 1421 gmin Górnej Normandii Ectot-l’Auber plasuje się na 548. miejscu pod względem liczby ludności, natomiast pod względem powierzchni na miejscu 689.).